# Jon García
Jon García Aguado (Durango, 22 de septiembre de 1977) es un deportista español que compitió en taekwondo.
Ganó tres medallas en el Campeonato Mundial de Taekwondo entre los años 2001 y 2011, y cinco medallas en el Campeonato Europeo de Taekwondo entre los años 2000 y 2010.
Participó en dos Juegos Olímpicos de Verano, ocupando el séptimo séptimo lugar en Atenas 2004y el décimo en Pekín 2008, en la categoría de +80 kg.

## Palmarés internacional
| Campeonato Mundial | Campeonato Mundial       | Campeonato Mundial | Campeonato Mundial |
| Año                | Lugar                    | Medalla            | Categoría          |
| ------------------ | ------------------------ | ------------------ | ------------------ |
| 2001               | Jeju (Corea del Sur)     | Medalla de bronce  | –84 kg             |
| 2005               | Madrid (España)          | Medalla de plata   | –84 kg             |
| 2011               | Gyeongju (Corea del Sur) | Medalla de bronce  | –87 kg             |
| Campeonato Europeo |                          |                    |                    |
| Año                | Lugar                    | Medalla            | Categoría          |
| 2000               | Patras (Grecia)          | Medalla de plata   | –84 kg             |
| 2002               | Samsun (Turquía)         | Medalla de bronce  | –84 kg             |
| 2005               | Riga (Letonia)           | Medalla de oro     | –84 kg             |
| 2006               | Bonn (Alemania)          | Medalla de oro     | –84 kg             |
| 2010               | San Petersburgo (Rusia)  | Medalla de bronce  | –87 kg             |